# 우크라이나의 언어 정책
우크라이나의 언어 정책은 우크라이나 헌법 및 국제 조약, 국내 법률에 기반을 두고 있다. 헌법 제10조에 따르면 우크라이나어는 우크라이나의 공용어이며, 국가는 우크라이나 전역의 모든 사회 생활 영역에서 우크라이나어의 포괄적인 발전과 기능을 보장해야 한다. 러시아어, 벨라루스어와 같은 일부 소수 언어는 보호 수준이 훨씬 낮고 공공 사용에 제한이 있다.
2012년 제정된 On the principles of the State language policy은 러시아어 및 기타 소수 언어에 지역 언어 지위를 부여했다. 이 법은 우크라이나에서 소수 민족이 인구의 10%를 초과하는 지역에서 소수 언어를 법원, 학교 및 기타 정부 기관에서 사용할 수 있도록 허용했다. 2012년 법은 당시 집권당인 지역당의 지지를 받았고 야당은 이 법이 우크라이나어의 역할을 훼손하고 우크라이나 헌법 제10조를 위반하며 비정상적인 절차로 채택되었다고 주장하며 반대했다. 2014년 우크라이나 혁명 직후인 2014년 2월 23일, 우크라이나 의회는 이 법을 폐지하기로 투표했다. 이 결정은 당시 대통령 권한대행인 올렉산드르 투르치노우에 의해 거부되었다. 2014년 10월, 우크라이나 헌법재판소는 2012년 법의 헌법 적합성 검토를 시작했으며 2018년 2월 28일 위헌 결정을 내렸다.
2019년 4월, 우크라이나 의회는 새로운 법률인 "국가 언어로서 우크라이나어 기능 지원에 관한 법률"을 통과시켰다. 이 법은 공공 행정, 선거 절차, 교육, 과학, 문화, 미디어, 경제 및 사회 생활, 보건 및 요양 기관, 정당 활동을 포함한 30개 이상의 공공 생활 영역에서 우크라이나어 사용을 의무화했다(전체 또는 할당량 내). 이 법은 사적인 의사소통을 규제하지 않았다. 유럽 연합의 언어 및 소수 언어에 대해 일부 예외가 적용되었지만, 러시아어, 벨라루스어 및 이디시어는 제외되었다. 베니스 위원회와 휴먼 라이츠 워치는 2019년 법이 우크라이나 소수 민족의 언어 권리를 보호하지 못하는 점에 대해 우려를 표명했다. 2023년 12월 8일, 우크라이나 의회는 이러한 문제를 해결했다고 주장하고 우크라이나의 유럽 연합 가입 협상 개시를 위한 유럽 연합 집행위원회의 기준 중 하나를 충족하기 위해 채택된 법안을 통과시켰다.
러시아의 우크라이나 침공 이후 6월 19일, 우크라이나 의회는 러시아 서적 및 음악에 대한 제한을 가하는 두 개의 법률을 통과시켰다. 이 새로운 법률은 러시아 시민이 우크라이나 시민권을 취득하지 않는 한 서적을 인쇄하는 것을 금지하고, 러시아, 벨라루스 및 점령된 우크라이나 영토에서 인쇄된 서적의 수입을 금지하며, 1991년 이후 러시아 시민이 연주하거나 만든 음악의 미디어 및 대중교통 재생을 금지한다. 다만, 해당 음악가가 러시아의 우크라이나 침략을 공개적으로 비난한 예술가들의 "화이트리스트"에 포함된 경우는 예외이다.
2023년 6월, 볼로디미르 젤렌스키 대통령은 우크라이나의 국제 통용어 중 하나로 English language in Ukraine을 발의했다. 이 법안은 특히 수입 영어 영화에 대해 더빙 대신 우크라이나어 자막 사용을 권장한다.

## 개요

2001년 우크라이나 인구 조사에 따른 러시아어 모국어 화자 비율. 2012년 언어법 폐지 전에는 13개 지역(음영 지역)에서 10% 이상으로 러시아어가 지역 언어였다.

소련의 붕괴와 우크라이나 독립 이후 러시아어의 사용은 감소했다. 2001년에는 여전히 비즈니스, 법률 절차, 과학, 예술 및 기타 여러 일상생활 영역에서 가장 많이 사용되는 두 언어 중 하나였다. 2001년 인구 조사에 따르면 우크라이나 시민의 67.5%가 우크라이나어를 모국어로 간주했으며, 29.6%는 러시아어를 모국어로 간주했다. 기타 언어는 나머지 2.9%를 차지했다.

## 소비에트 시대
소비에트 시대에는 1922년에 우크라이나어와 러시아어가 "국가적 중요성"을 가진다고 선언되고 학교에서 두 언어 모두를 교육에 사용할 수 있게 되면서 우크라이나어의 지위가 법적으로 성문화되었다. 이들은 공식적으로 소비에트 우크라이나의 공용어로 채택되지는 않았지만 "일반적으로 사용되는 언어"로서 형식적으로 동등한 지위를 가졌다. 그러나 실제로는 우크라이나어는 주로 농촌 언어였고, 교육받은 도시 사회의 언어였던 러시아어보다 위신이 낮았다. 1920년대와 1930년대 초의 초기 우크라이나화 공식 노력 이후, 소비에트 시대는 러시아화 경향이 증가하는 특징을 보였다. 1938년에는 러시아어 학습이 의무화되었고 1958년에는 모국어 학습이 선택 사항이 되었다. 1959년부터 1989년까지 평균 60~70%의 인구가 우크라이나어를 사용했고 20%는 러시아어를 사용했다. 이디시어도 감소하는 유대인 인구에 의해 널리 사용되었다(1959년 14%에서 1989년 3.9%로 감소).

## 1989년 언어법
1989년 10월 28일, 우크라이나 소비에트 사회주의 공화국 최고 소비에트는 "언어법"을 채택했다. 우크라이나어는 유일한 공용어로 선언되었고, 우크라이나에서 사용되는 다른 언어들은 헌법적 보호를 보장받았다. 정부는 우크라이나어 및 러시아어를 포함한 다른 민족 언어의 발전과 사용에 필요한 조건을 조성할 의무를 가졌다. 우크라이나어와 함께 다른 언어의 사용은 해당 민족 시민의 대다수가 거주하는 지역의 지방 기관에서 허용되었다.설명 필요] 시민들은 모국어나 기타 언어를 사용할 권리를 보장받았으며, 우크라이나어, 러시아어 또는 업무 언어, 또는 당사자가 수용할 수 있는 언어로 다양한 기관 및 단체에 문의할 권리가 있었다.
"언어법" 채택은 우크라이나 독립선언법 (1991년 8월 24일)보다 거의 2년 앞섰다. 우크라이나 소비에트 사회주의 공화국은 여전히 소련의 일부였고, 그 의회는 여전히 우크라이나 공산당이 장악하고 있었다. 1991년 12월 소련의 붕괴 이후, 이 법은 일부 경미한 수정과 함께 독립적인 우크라이나 국가에서 효력을 유지했다. 이후로, 특히 대통령 및 의회 선거 운동 기간 동안 러시아어를 우크라이나어와 함께 공동 공용어로 채택할 가능성에 대한 논의가 계속되었다. 레오니드 쿠치마는 1994년 선거 공약 중 하나로 러시아어의 지위 향상을 내세웠지만, 대통령 재임 기간 동안 이를 이행하지 않았다.

## 우크라이나 헌법
1996년 6월 28일 최고 라다에서 채택된 우크라이나 헌법 제10조는 다음과 같이 명시하고 있다: "우크라이나의 국어는 우크라이나어이다. 국가는 우크라이나 전역의 모든 사회 생활 영역에서 우크라이나어의 포괄적인 발전과 기능을 보장한다. 우크라이나에서는 러시아어 및 우크라이나의 다른 소수 민족 언어의 자유로운 발전, 사용 및 보호가 보장된다."

## 2012년 국가 언어 정책의 원칙에 관한 법률
2012년 2월 7일, 최고 라다 의원인 세르히 키발로프와 바딤 콜레스니첸코(둘 다 지역당 소속)는 러시아어 및 기타 소수 언어에 지역 언어 지위를 부여하는 법안("콜레스니첸코-키발로프 언어 법안"으로 통칭)을 발의했다. 이 법안은 우크라이나에서 소수 민족이 인구의 10%를 초과하는 지역에서 소수 언어를 법원, 학교 및 기타 정부 기관에서 사용할 수 있도록 허용했다.
2012년 법안 지지자들은 이 법이 러시아어 사용 우크라이나인의 삶을 더 쉽게 만들 것이라고 주장했다. 반대자들은 러시아어가 소수 언어로 채택될 경우 빠르게 확산되어 우크라이나어에 도전하고 동부와 서부 우크라이나 간의 분열을 야기할 수 있다고 우려했다. 실제로는 러시아어는 당시 우크라이나의 공식 기관에서 이미 널리 사용되고 있었다.
2012년 5월, 2012년 언어법의 저자 중 한 명인 바딤 콜레스니첸코는 이 법이 여러 고등 교육 기관, 과학자 및 NGO의 지지를 받았다고 주장했다. 2013년 2월 9일, 러시아 대통령 푸틴은 콜레스니첸코와 또 다른 언어법 저자인 세르히 키발로프에게 "러시아어와 러시아 문화를 해외에서 보존하고 홍보하는 데 크게 기여"한 공로로 푸시킨 메달을 수여했다.
일각에서는 이 법안이 우크라이나 헌법에 위배되고 우크라이나 예산법을 위반하며, 우크라이나어를 말살하려는 목적을 가지고 있다고 말한다. 이 법안은 국가 기관 및 부서의 결론에서 비판을 받았다. 우크라이나 의회 주요 과학-전문가국(2012년 5월 23일), 의회 문화 및 영성 위원회(2011년 9월 23일), 의회 예산 위원회(2011년 11월 3일), 우크라이나 재무부(2011년 9월 9일), 우크라이나 법무부(2011년 9월 27일). 이 법안은 또한 우크라이나 국립과학원의 전문 기관들, 즉 언어학 연구소, 우크라이나어 연구소, 정치 및 민족 연구소, 셰우첸코 문학 연구소, 국가 및 법 연구소, 우크라이나 언어-정보 기금, 키이우 대학교 문헌학 연구소, 우크라이나 고등교육 과학원의 지지를 얻지 못했다.

### 베니스 위원회가 채택한 의견
2011년 12월, 유럽 평의회의 베니스 위원회는 이 법안 초안에 대해 우크라이나어와 러시아어의 병용이 헌법 제10조를 준수하는지 의문을 제기하는 의견을 발표했다. "현재 법안 초안에 우크라이나어가 유일한 국어로서 통합되고 우크라이나 다국어 사회에서 수행해야 할 역할에 대한 충분한 보장이 있는지 여전히 의문이다."
우크라인스카 프라우다는 베니스 위원회가 법안 초안에서 우크라이나어 보호에 대한 충분한 보장을 찾지 못했으며, 위원회는 제안된 법이 지역당의 "또 다른 선거 운동 도구"에 불과하다는 결론에 도달했다고 보도했다. 이 법의 저자 중 한 명인 콜레스니첸코는 이 의견이 "일반적으로 지지하는" 것이라고 주장했지만, 반대자들은 이 의견에 국어로서 우크라이나어의 역할을 보호하지 못하는 것에 대한 강력한 비판이 포함되어 있다고 지적했다.

### 의회 내 싸움
2012년 5월 24일 이전에 의회(최고 라다)에서 언어 관련 법안 개정이 이루어지고 국가안보국방비서가 회의에 참석할 것이라는 소문이 돌았다. 약 1,000명의 시위대가 최고 라다 건물 바로 바깥에 모여 또 다른 텐트촌을 설치했다. 국가 법 집행기관은 시위대에 텐트촌을 설치하지 말라고 경고했다.
저녁 회의에서 최고 라다의 야당 (율리야 티모셴코 블록과 우리의 우크라이나-국민 자위대 연합)은 일부 지역당 대표들이 간부회를 둘러싸자 의회 본회의장을 봉쇄했다. 의장은 회의를 중단할 수밖에 없었다. 휴회 후, 뱌체슬라프 키릴렌코 의원은 언어 문제에 관한 어떠한 청문회도 열지 않겠다는 연합 야당의 성명을 낭독했다. 법안 #10154 "우크라이나 국어에 관한 법률"이 일일 의제에 채택되지 않자, 키릴렌코는 자신의 법안 #9059 "우크라이나어 사용 범위 축소 금지"를 검토에서 철회했고, 콜레스니첸코는 자신의 법안 #9073에 대한 발표를 했다. 문화 및 영성 위원회 위원장 볼로디미르 야보리프스키는 위원회 다수의 결정에 따라 법안 #9073을 기각하기로 한 위원회의 결정을 밝혔다. 그는 이 법안이 실제로 여러 지역에 이중 언어 상황을 도입할 것이라고 지적했다. 그러나 검토 후, 이 법안은 우크라이나어와 러시아어 두 개의 국어를 채택하는 데 지지를 표명한 의회 다수의 지지를 받았다. 의회 소수당과 "미래를 위한 개혁" 부의원 그룹은 이 법안에 반대 입장을 유지했다. 볼로디미르 리트빈 의장은 추가 토론이 또 다른 싸움으로 번지자 회의를 서둘러 종료해야 했다. 이로 인해 일부 의원들이 부상당했다.
지역당은 우크라이나 수백만 시민의 헌법적 권리를 보호하는 법안의 제정을 야당이 방해했다고 비난하는 성명을 언론에 발표했다. 의회 내 PoR 대표 올렉산드르 예프레모프는 상황이 안정되면 이 문제를 다시 논의할 것을 약속했다.

### 시행
이 법안은 결국 2012년 7월 3일 최고 라다에서 2차 독회를 통과했다. 이 법안은 지역당, 우크라이나 공산당 및 리트빈 블록의 지지를 받았으며, 율리야 티모셴코 블록과 우리의 우크라이나-국민 자위대 연합의 강력한 반대에 부딪혔다. 이 법안은 우크라이나 대통령 빅토르 야누코비치와 최고 라다 의장의 서명을 받은 후에야 발효될 예정이었다. 그러나 볼로디미르 리트빈 국회의장은 2012년 7월 4일 사임서를 제출했다. 하지만 최고 라다는 두 차례에 걸쳐 의장에 대한 신임 투표를 실시했고, 그의 사임을 받아들이지 않았다. 7월 31일, 리트빈은 이 법에 서명했다. 이 법안은 2012년 8월 8일 야누코비치 대통령이 서명했다. 이 법은 2012년 8월 10일에 발효되었다.
그 이후로, 여러 우크라이나 도시와 지역은 자신들의 관할 구역에서 러시아어를 지역 언어로 선언했다. 여기에는 오데사, 하르키우, 헤르손, 미콜라이우, 자포리자, 세바스토폴, 드니프로페트로우스크, 루한스크 및 크라스니 루치의 시정촌과 오데사주, 자포리자주, 도네츠크주, 헤르손주, 미콜라이우주 및 드니프로페트로우스크주의 주가 포함된다. 헝가리어는 자카르파탸주의 베레호베(헝가리어: Beregszász) 마을에서 지역 언어로 지정되었고, 체르니우치주의 타라시우치(루마니아어: Tărăsăuți) 마을에서는 "몰도바어"가, 자카르파탸주의 빌라 체르크바, 자카르파탸주(루마니아어: Biserica Albă) 마을에서는 루마니아어가 지역 언어로 지정되었다. 그 이후로 이 언어들은 시/주 행정 업무 및 문서에 사용될 수 있었다. 2012년 9월 현재 키이우에는 그러한 이중 언어 정책에 대한 계획이 없었다. 크림 최고 평의회 의장 콘스탄티노프는 2013년 3월에 2012년 8월 법이 크림반도에서 아무것도 바꾸지 않았다고 말했다.

### 법 폐지 시도
2014년 2월 23일, 빅토르 야누코비치의 도피 다음 날, 의회 회의 중 조국당 의원 뱌체슬라프 키릴렌코는 2012년 "국가 언어 정책의 원칙에 관한 법률"을 폐지하는 법안을 의제에 포함시킬 것을 제안했다. 이 동의는 찬성 86%, 232표(필수 최소 226표) 대 반대 37표로 통과되었다. 이 법안은 의제에 포함되어 즉시 논의 없이 투표에 부쳐졌고, 동일하게 찬성 232표로 승인되었다. 이 법안은 우크라이나어를 모든 수준에서 유일한 국어로 만들었을 것이다. 그러나 모든 소수 언어(러시아어 포함)는 우크라이나 헌법 제10조에 따라 명시적으로 보호되고 있다. 이 폐지는 또한 2012년 7월 이전에 23년 동안 우크라이나에서 시행되었던 이전 언어법을 다시 발효시켰을 것이다.
그러나 2012년 "국가 언어 정책의 원칙에 관한 법률" 폐지 움직임은 크림반도와 남우크라이나 및 동우크라이나의 일부 지역에서 부정적인 반응을 불러일으켰다. 이는 빅토르 야누코비치의 도피 이후 의회에서 승인된 새 정부에 대한 시위의 주요 쟁점 중 하나가 되었다.
폐지 법안의 통과는 유럽 평의회 사무총장의 유감을 표했다. OSCE 소수 민족 고등 판무관은 가능한 추가 불안에 대한 우려를 표명했다. 그는 또한 새로운 법률에 대한 조언을 제공하고 논의를 촉진할 것을 제안하며 "지난번 [2012년] 최고 라다에서 적절한 대화 없이 불균형한 법률이 채택되었던 실수를 피해야 한다"고 선언했다. 이 법안은 또한 러시아 외무부 인권대사의 비판을 받았다. 불가리아와 루마니아 외무장관은 이를 잘못된 방향으로의 한 걸음이라고 평가했으며, 그리스 외무장관은 실망감을 표명했다. 헝가리 외무부는 "새로운 우크라이나 행정부의 민주주의에 대한 의지를 의심할 수 있다"고 지적하며 심각한 우려를 표명했다. 폴란드 외무장관은 이를 실수라고 불렀다. openDemocracy에 기고한 울리엄 블랙커에 따르면, 폐지 법안에는 러시아어에 대한 구체적인 위협이 없었다.
2월 27일 대체 법률 초안 작성을 긴급히 지시한 후, 3월 3일 올렉산드르 투르치노우 권한대행은 "동부와 서부 우크라이나 및 모든 민족 그룹과 소수 민족의 이익을 수용"하는 대체 법률이 채택될 때까지 폐지 법안에 서명하지 않겠다고 선언했다. 그 이후로 폐지 법안은 대통령에 의해 서명되거나 거부되지 않았으며, 그 지위는 오랫동안 "서명 준비 완료" 상태로 남아 있었다.
2014년 4월 7일, 조국당 대표 율리야 티모셴코는 2012년 언어법을 지지한다고 밝혔다. 2014년 11월 3일, 새로 선출된 페트로 포로셴코 대통령은 우크라이나의 언어 정책이 수정될 것이라고 선언했다.

### 법률이 위헌으로 선언됨
2014년 7월 10일, 57명의 국회의원들이 우크라이나 헌법재판소에 2012년 "국가 언어 정책의 원칙에 관한 법률"을 검토해 달라고 청원했다. 2014년 10월 10일, 법원은 이 법의 헌법 적합성에 대한 소송 절차를 개시했다. 2016년 12월 14일, 헌법재판소는 구두 심리를 종료하고 2017년 1월 13일 비공개 절차로 전환했다. 2018년 2월 28일, 우크라이나 헌법재판소는 이 법이 위헌이라고 판결했다.

## 2015년 탈공산화법
2015년 4월, 최고 라다는 공산주의 및 나치 선전과 상징을 금지하는 법을 통과시켰다. 공산주의 구호와 지도자들을 지칭하는 도시, 마을, 거리, 광장의 이름은 금지 대상이 되어야 했고 변경되어야 했다. 이 법을 제안한 볼로디미르 뱌트로비치에 따르면, 2016년 10월까지 우크라이나의 지명은 우크라이나의 탈공산화 과정을 완료했으며, 이는 돈바스 지역도 포함한다. 옛 드니프로페트로우스크는 드니프로가 되었고, 키로보흐라드는 크로피우니츠키가 되었다.
우크라이나 지명의 탈러시아화는 철도 및 공항에서 러시아어로 쓰여진 모든 정보판을 제거하는 것을 의미하기도 했다. 2016년 12월 현재 모든 정보는 우크라이나어와 영어로만 제공되어야 했다. 도네츠크 지역 행정부에서 근무하는 공무원들을 위한 무료 우크라이나어 강좌가 조직되었고, 2017년 1월부터 우크라이나어는 공공 기관에서 공식 및 대인 커뮤니케이션의 유일한 언어가 되었다.

## 2016년 라디오 방송의 우크라이나어 할당량
2016년 6월, 우크라이나 라디오 방송국들이 매일 우크라이나어 노래를 할당량만큼 재생하도록 요구하는 새 법률이 제정되었다. 그때부터 라디오 방송국의 일일 재생 목록의 최소 4분의 1은 우크라이나어여야 했고, 12개월 후에는 30%, 그 다음 해에는 35%로 증가했다. 이 법은 또한 TV 및 라디오 방송국이 뉴스 및 분석과 같은 프로그램의 최소 60%가 우크라이나어이도록 보장하도록 요구했다. 이 법은 우크라이나 언어 및 문학의 국경일인 11월 9일에 발효되었다. 페트로 포로셴코 대통령은 사람들에게 소셜 미디어에서 좋아하는 우크라이나 노래를 공유하도록 요청하며 이 법을 환영했고, 친러시아 성향의 야권전선은 이 법을 비판하며 사람들이 무엇을 들을지, 어떤 언어로 들을지 스스로 결정할 권리가 있다고 말했다. 디 이코노미스트에 따르면, 우크라이나에서 러시아어의 위상을 낮추는 법의 통과는 "그 나라에서 전쟁을 촉발하는 데 도움이 되었을 수 있다. 블라디미르 푸틴은 이를 우크라이나 민족주의자들이 러시아 문화를 말살하려 한다는 증거로 사용했다."
2017년 5월, 최고 라다는 우크라이나에서 운영되는 모든 텔레비전 채널에 75%의 우크라이나어 할당량을 규정하는 유사한 법을 제정했다.

## 2017년 교육법
우크라이나의 2017년 교육법은 5학년부터 국립학교에서 우크라이나어를 의무적인 학습 언어로 지정했다. 즉, 기본 중등 및 고등 교육 수준에서 다른 언어로 수업을 진행할 수 있지만 별도의 과목으로 허용했으며, 이는 2023년에 단계적으로 도입될 예정이었다. 유치원과 초등학교에서의 소수 언어 교육은 변경되지 않았지만, 중등 수준에서는 학생들이 모국어를 별도의 과목으로만 배울 수 있었다. 또한 5학년부터 두 개 이상의 과목을 EU 언어 중 하나로 가르칠 수 있게 되었는데, 여기에는 헝가리어, 폴란드어, 루마니아어와 같은 소수 언어는 포함되지만 벨라루스어, 이디시어, 러시아어는 포함되지 않는다.
2017년 교육법은 헝가리, 루마니아, 러시아, 폴란드, 불가리아 및 기타 국가에서 거센 반발을 불러일으켰다. 루마니아 의회는 이 법을 비난하는 동의안을 통과시켰고, 우크라이나가 소수 민족의 언어 권리를 존중하지 않고는 EU 통합을 진행할 수 없을 것이라고 경고했다. 국가두마와 연방평의회 또한 우크라이나의 러시아어 사용 소수 민족의 언어 권리 침해를 개탄하는 결의안을 채택했다. 헝가리-우크라이나 관계는 우크라이나의 헝가리인 문제로 급격히 악화되었으며, 교육법은 민족주의적이고 불필요하게 도발적이라는 비난을 받았다. 페트로 포로셴코 우크라이나 대통령은 이 법을 옹호하며 "이 법은 모든 사람에게 동등한 기회를 보장한다... 모든 졸업생이 우크라이나에서 성공적인 경력을 위해 필수적인 강력한 언어 능력을 갖도록 보장한다"고 주장했다. 헝가리는 2017년부터 우크라이나 내 헝가리 소수 민족을 돕기 위해 우크라이나의 EU 및 NATO 통합 시도를 막고 있다.
2017년 12월 7일, 유럽 민주주의 법률 위원회 (베니스 위원회)는 법에 대한 비판이 정당하다고 밝혔다. 이는 모든 우크라이나어 중등 교육으로의 전환이 소수 민족의 언어 권리를 침해할 수 있기 때문이었다. 또한 베니스 위원회에 따르면, 특정 과목을 EU의 공용어로 가르치도록 허용하는 것은 가장 널리 사용되는 비국가 언어인 러시아어 사용자를 차별할 수 있었다. 베니스 위원회는 우크라이나 정부에 법을 개정하기 위한 7가지 권고를 제시했다. 볼로디미르 젤렌스키 신임 우크라이나 대통령에 따르면, 2019년 현재 우크라이나는 이 7가지 권고 중 6가지를 이행했다.
2020년 1월, 이 법은 변경되어 "하나 이상의 과목"을 "두 개 이상의 언어 – 공식 국어, 영어, 다른 유럽 연합 공식 언어"로 가르치는 것을 합법화했다. 국가 지원을 받지 않는 모든 학교는 자체적으로 교육 언어를 자유롭게 선택할 수 있게 되었다.
2020년 법에 따르면, 교육 5학년까지는 소수 언어로 모든 수업을 완전히 가르칠 수 있으며, 우크라이나어 과목의 의무적인 교육은 없다. 5학년에는 수업의 20% 이상을 우크라이나어로 가르쳐야 한다. 그 후 매년 국어(우크라이나어) 교육량이 증가하여 9학년에는 40%에 도달해야 한다. 12학년이자 최종 학년에는 교육의 60% 이상을 우크라이나어로 가르쳐야 한다.
2017년 언어 교육법은 전면 시행을 위해 3년의 전환 기간을 명시했다. 2018년 2월, 이 기간은 2023년까지 연장되었다. 2023년 6월, 이 기간은 다시 2024년 9월까지 연장되었다.

## 르비우주
2018년 9월, 르비우주 의회는 우크라이나 영토의 완전한 점령 중단까지 르비우주 전역에서 러시아어 문화 상품(영화, 서적, 노래 등)의 공공 사용을 금지했다. 인권 운동가들과 변호사들은 이 법이 모호하고 불법적이며 위헌이라고 불렀다. 르비우 지역 의회의 결정은 추후이우 인권 단체를 비롯한 여러 단체에 의해 행정 법원에서 성공적으로 이의가 제기되었다. 그러나 2019년 5월 14일, 행정 법원의 판결은 우크라이나 대법원의 상고 재판부에서 기술적인 이유로 취소되었다. 추후이우 인권 단체는 이 금지 조치에 대해 유럽인권법원에 소송을 제기할 것이라고 발표했다. 이 금지 조치는 2019년 1월 법원에 의해 뒤집혔다.

## 2019년 국어로서 우크라이나어 기능 보호에 관한 법률
"국가 언어로서 우크라이나어 기능 보호에 관한 법률"은 일부 공공 기관의 업무, 선거 절차 및 정치 캠페인, 유치원, 학교 및 대학 교육, 과학, 문화 및 스포츠 활동, 서적 출판 및 유통, 인쇄 매체, 텔레비전 및 라디오 방송, 경제 및 사회 생활(상업 광고, 공공 행사), 병원 및 요양원, 그리고 우크라이나에 등록된 정당 및 기타 법인(예: 비정부 기구)의 활동에서 우크라이나어 사용을 의무화했다(전체 또는 특정 할당량 내). 크림 타타르어, 우크라이나 원주민의 다른 언어, 영어 및 기타 유럽 연합 공식 언어에 대해서는 일부 특별 면제가 제공되며, EU 공식 언어가 아닌 소수 언어인 러시아어, 벨라루스어 및 이디시어는 면제 대상에서 제외된다.

### 첫 투표
2018년 10월 4일, 최고 라다 (우크라이나 의회)는 새로운 언어법 (법안 번호 5670-d, "국가 언어로서 우크라이나어 기능 보호에 관한 법률")의 1차 독회에서 261명의 의원 다수로 통과시켰다. 그 후, 이 법안은 "약 4개월 동안 2차 독회를 위해 준비되었다. 이 기간 동안 최고 라다 문화 및 영성 위원회는 인민 대표들이 제안한 2,000개 이상의 문서를 수정했다. 특히, 이 문서에는 국가 언어 표준에 관한 국가 위원회 설립과 국가 언어 보호 위원직 도입이 제안되어 있다. 의원들은 2월 28일 2차 독회에서 문서를 검토하기 시작했다. 최고 라다는 3월 12일부터 15일까지 [2019년] 법안 수정안을 계속 검토했다." 유럽 평의회는 최고 라다에 선거 후 기간까지 법안 채택을 연기할 것을 요청했다.

### 2차 투표 및 서명
2019년 4월 25일, 우크라이나 의회는 이 법을 채택했다. 필라레트 (데니센코) 총대주교와 빅토르 유셴코 전 대통령이 투표 당시 의회에 참석했다. 같은 날 친러시아 성향의 우크라이나 국회의원들은 이 법을 폐지하기 위한 두 가지 결의안 초안을 제출하여 최고 라다 의장 안드리 파루비의 서명을 막았다. "의회가 이 결의안을 지지하지 않으면, [국회의장] 안드리 파루비는 이 법에 서명하여 우크라이나 대통령에게 서명을 받기 위해 전달할 권리가 있다." 총 4건의 법률 폐지 항소가 제출되었으며, 의회는 2019년 5월 14일에 이에 대해 투표할 예정이었다. 파루비는 의회가 해당 항소들을 기각한 후 법률에 서명할 것이며, 우크라이나 대통령이 "지체 없이" 서명할 것이라고 선언했다.

당시 페트로 포로셴코 대통령은 우크라이나 의회의 법 채택을 "역사적인 결정"이라고 불렀고 의회로부터 법을 받는 즉시 서명할 것이라고 말했다. 포로셴코는 또한 이 법이 "안드리 파루비 없이는 승인되지 않았을 것"이라고 말했다.

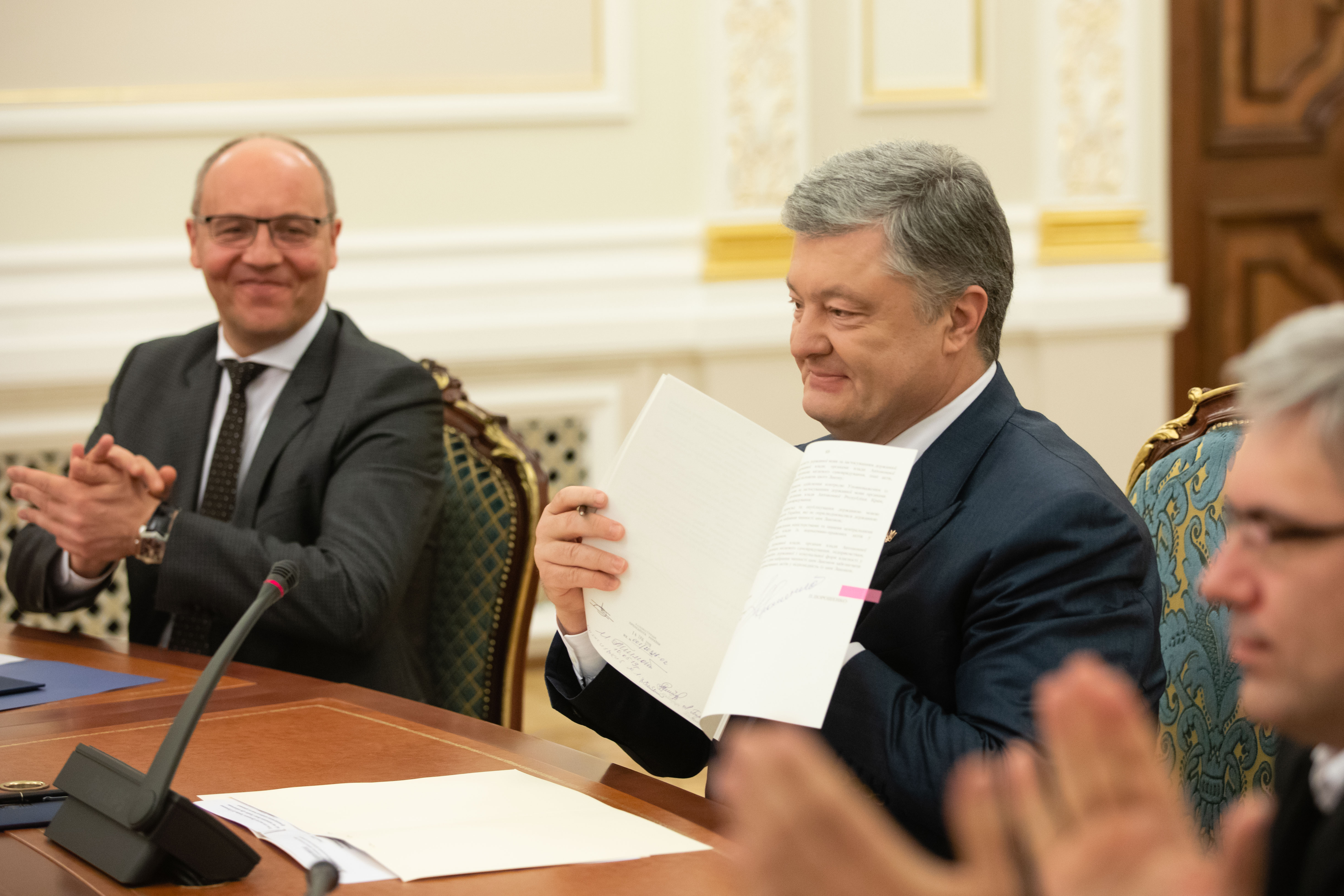
서명된 법을 보여주는 포로셴코. 우크라이나 의회 의장 안드리 파루비가 왼쪽에 있다.

의회 의장 파루비는 2019년 5월 14일, 법안 번호 5670-d를 취소하려는 4개의 법안이 의회에서 거부된 후 해당 법률에 서명했다. 파루비는 이 법이 "몇 시간 또는 며칠 안에 우크라이나 대통령의 서명을 받을 것"이라고 말했다. 2019년 5월 15일, 임기 마지막 주의 포로셴코 대통령이 이 법에 서명했다.
2019년 6월 21일, 우크라이나 헌법재판소는 우크라이나 의원 51명으로부터 이 법의 헌법 적합성 여부를 확인해 달라는 청원을 받았다. 2021년 7월 14일, 헌법재판소는 이 법이 합헌이라고 판결했다.

### 분석
이 법은 언론, 교육, 비즈니스 분야에서 우크라이나어를 규제하여 아직도 많은 대중이 러시아어를 사용하는 국가에서 우크라이나어의 역할을 강화하는 것을 목표로 한다. 이 법은 사적인 의사소통 및 종교 의례 분야에는 적용되지 않는다.
이 법은 모든 시민이 우크라이나어에 능숙해야 하며, 우크라이나어 지식이 부족할 경우 "국가 공직"(국회의원, 공무원 등)에 접근하는 것을 막는다. 우크라이나어는 중앙 및 지방 당국의 실무 언어이다. 원칙적으로 모든 공공 기관은 우크라이나어로 작성된 문서와 신청서만 검토하며, 그들의 규정 및 개별 시행령은 우크라이나어로 작성된다.
이 법은 선거와 국민투표가 우크라이나어로 실시되어야 하며, "텔레비전, 라디오로 방송되거나, 옥외 광고 매체에 게시되거나, 전단지 및 신문 형태로 배포되거나, 인터넷에 게시되는" 모든 선거 운동 자료는 우크라이나어로 되어야 한다고 규정한다. 우크라이나에 등록된 정당 및 비정부 조직은 우크라이나어로 "설립 문서 및 결정"을 채택하고 공공 기관과의 거래에서 우크라이나어를 사용해야 한다.
소수 민족 구성원은 모국어로만 유치원 및 초등 교육을 받을 권리가 있다. 중등 교육의 경우, 그들은 모국어를 과목으로 공부할 권리가 있으며, 다른 하나 이상의 과목은 영어 또는 유럽 연합의 공식 언어 중 하나로 가르칠 수 있다. EU 공식 언어를 사용하지 않는 소수 민족 구성원(벨라루스인, 가가우즈인, 유대인, 러시아인)은 중등학교 수준에서 모국어를 과목으로만 공부할 수 있다.
과학 출판물 및 공개 과학 행사는 우크라이나어, 영어 또는 기타 EU 공식 언어로만 진행될 수 있으며, 모든 문화, 예술, 레크리에이션 및 엔터테인먼트 행사도 마찬가지이다. 다만, 예술적 이유나 소수 민족 언어 보호 목적을 위해 다른 언어를 사용하는 경우는 예외이다. 출판사는 서적의 최소 50%를 우크라이나어로 인쇄해야 하며, 서점은 최소 50%의 서적을 우크라이나어로 판매해야 한다. TV 및 영화 배급사는 콘텐츠의 90%가 우크라이나어임을 보장해야 한다. 우크라이나어가 아닌 다른 언어로 인쇄 매체를 발행하는 것은 우크라이나어 번역본이 동반되는 경우에만 허용되며, 번역본은 크기, 형식 및 내용이 동일해야 한다. 예외는 크림 타타르어 또는 다른 원주민 언어(예: 카라임 및 크림차크 소수 민족과 같이 관련 국가가 없는 소수 민족)로 발행된 매체와 영어 또는 기타 EU 공식 언어로 발행된 매체이다. 우크라이나에서 제작된 영화는 우크라이나어여야 하며, 외국 영화는 우크라이나 당국이 정한 특정 기준을 충족하지 않는 한 우크라이나어로 더빙되어야 한다.
광고, 방향 표지판, 안내판, 간판, 메시지, 설명 등 모든 공개 정보는 우크라이나어로 되어야 한다. 우크라이나어는 모든 공공 정부 기관이 조직하거나 전체 또는 부분적으로 자금을 지원하는 광범위한 의미의 "공공 행사"의 언어이다. 다른 언어도 사용될 수 있지만, 주최측은 "그러한 공공 행사의 참가자 중 적어도 한 명이 요청하는 경우" 우크라이나어로 동시 또는 순차 통역을 제공해야 한다.
우크라이나어 사용은 보건, 의료 및 의료 서비스 분야에서도 의무적이지만, 서비스 사용자의 요청에 따라 당사자가 수용할 수 있는 다른 언어로 서비스가 제공될 수 있다.
법률 위반의 결과로 행정상 금전적 제재가 부과된다.
EU 공용어인 소수 언어와 달리 러시아어, 벨라루스어 및 이디시어는 이 법의 목적을 위한 어떠한 면제도 부여받지 않는다.

### 반응
2019년 4월 26일, 페테르 시야르토 헝가리 외무장관은 이 법이 "받아들일 수 없으며" "포로셴코의 반헝가리 정책의 일부"라고 말했다.
2019년 4월 30일, 유럽 연합 집행위원회는 이 법을 검토하고 평가할 것이라고 밝혔다. 2019년 5월 22일, 유럽 평의회 의회 감시위원회 위원장은 베니스 위원회에 이 법을 분석해 달라고 요청했다. 2019년 6월 1일, 인권최고대표사무소는 우크라이나에서 소수 언어 사용을 규제하는 특별 법률의 부재에 대해 우려를 표명하고, EU 공식 언어를 사용하는 소수 민족과 다른 소수 민족 간의 구분에 대해 비판했다.
2019년 12월, 베니스 위원회는 이 법의 여러 조항이 우크라이나어 홍보와 소수 민족의 언어 권리 보호 사이에 공정한 균형을 이루지 못했다고 밝혔다.
2019년 5월, 키이우 지방 행정 법원은 최고 라다 의장 안드리 파루비가 법률에 서명하고 공표하는 것을 금지해 달라는 NGO의 신청을 기각했다.
러시아는 유엔 안전 보장 이사회 의장에게 우크라이나 의회의 법 채택에 관한 회의를 소집해 달라고 요청했다.
2022년 1월, 휴먼 라이츠 워치는 소수 언어 보호에 대한 우려를 표명했다.

## 2022년 러시아 서적 및 음악 제한
2022년 6월 19일, 우크라이나 의회는 러시아 서적 및 음악에 대한 엄격한 제한을 가하는 두 개의 법률을 통과시켰다. 한 법은 러시아 시민이 러시아 여권을 포기하고 우크라이나 시민권을 취득하지 않는 한 서적을 인쇄하는 것을 금지한다. 이 법은 또한 러시아, 벨라루스 및 점령된 우크라이나 영토에서 인쇄된 서적의 수입을 금지하며, 다른 국가에서 러시아 서적을 수입하기 위해서는 특별 허가가 필요하다. 다른 법은 미디어 및 대중교통에서 소비에트 시대 이후의 예술가들의 음악 재생을 금지하고, 텔레비전 및 라디오 방송에서 우크라이나어 음성 및 음악 콘텐츠의 할당량을 증가시킨다.
7월 7일, 볼로디미르 젤렌스키 대통령은 텔레비전과 라디오에서 러시아 음악의 공개 공연을 제한하는 법에 서명했고, 10월 7일, 이 법은 발효되었다. 이 법은 음악가가 러시아의 우크라이나 침공을 공개적으로 비난한 예술가들의 "화이트리스트"에 포함된 경우 소비에트 시대 이후 러시아 음악 재생을 허용한다. 우크라이나 보안국이 목록 포함 및 제외를 결정한다.

### 2023년 키이우 언어 금지
2023년 7월 13일, 키이우 시의회는 키이우 시내에서 "러시아어 문화 상품" 사용을 금지했다. 여기에는 서적, 음악, 영화 등 모든 러시아어 상품의 공개 공연이 포함된다.

## 2023년 소수 민족 권리 변경
2022년 12월 8일, 우크라이나 의회는 소수 민족의 권리에 관한 일부 법률을 개정하는 법안을 통과시켰다. 이는 유럽 평의회의 전문가 평가를 반영하고 우크라이나의 유럽 연합 가입 협상 개시를 위한 유럽 연합 집행위원회의 기준 중 하나를 충족하기 위한 것이었다. 이러한 변경 사항은 사립 고등 교육 기관이 유럽 연합의 공식 언어인 경우 학습 언어를 자유롭게 선택할 수 있는 권리를 부여하는 동시에 해당 기관에서 공부하는 사람들이 국어인 우크라이나어를 별도의 학문 분야로 공부하도록 보장했다. 또한 해당 소수 민족의 언어가 유럽 연합의 공식 언어인 소수 민족에게는 국어와 함께 해당 소수 민족의 언어를 교육 과정에서 사용할 권리를 보장했으며, 2018년 9월 1일 이전에 해당 소수 민족의 언어로 일반 중등 교육을 시작한 학생들은 Law of Ukraine "On protecting the functioning of the Ukrainian language as the state language"가 2019년 7월 16일에 발효되기 전에 적용되었던 규칙에 따라 전체 중등 교육을 완료할 때까지 해당 교육을 계속 받을 권리를 보장했다.

## 같이 보기
- 우크라이나의 러시아어 역사
- 우크라이나어 억압 연대기

## 더 읽어보기
- Azhniuk, Bohdan (2017). 《Ukrainian Language Legislation and the National Crisis》. 《Harvard Ukrainian Studies》 35 (Harvard Ukrainian Research Institute). 311–329쪽. ISSN 0363-5570. JSTOR 44983546. 2024년 7월 28일에 확인함.
- Shandra, Alya (2019년 4월 25일). “우크라이나, 우크라이나어 범위 확대 법률 채택 ·”. 《Euromaidan Press》 (미국 영어). 2019년 12월 26일에 확인함.
- Maksimovtsova, Ksenia (2019). 〈Chapter 3.1: The Characteristics of Language Policy in Ukraine after the USSR Disintegration〉. 《Language Conflicts in Contemporary Estonia, Latvia and Ukraine》. Soviet and Post-Soviet Politics and Society 205. 슈투트가르트: ibidem. 119–158쪽. ISBN 978-3-8382-1282-1.
- Reznik, Vladislava (2018). 〈독립 우크라이나의 언어 정책: 국가 및 언어적 권한 강화를 위한 투쟁〉.   Andrews, Ernest. 《Language Planning in the Post-Communist Era: The Struggles for Language Control in the New Order in Eastern Europe, Eurasia and China》. 팔그레이브 맥밀란. 169–192쪽. ISBN 978-3-319-70925-3.
- Flier, Michael; Graziosi, Andrea, 편집. (2017). 《The battle for Ukrainian: a comparative perspective》. 매사추세츠주 케임브리지: 하버드 대학교 출판부. ISBN 978-1-932650-17-4. OCLC 992563580.